# 시어런 플러리
시어런 월리스 "시오" 플러리(영어: Theoren Wallace "Theo" Fleury, 1968년 6월 29일 ~ )는 캐나다의 은퇴한 아이스하키 선수로 현역 시절 포지션은 라이트윙이다. 내셔널 하키 리그(NHL)의 캘거리 플레임스, 콜로라도 애벌랜치, 뉴욕 레인저스, 시카고 블랙호크스에서 활동했으며, 핀란드 SM리가의 타파라와 영국 엘리트 아이스하키 리그의 벨파스트 자이언츠에서 뛰기도 했다. 1989년부터 2003년까지 NHL에서 활동하는 동안 1084 경기에 출전했다.